# Mutung
Eine Mutung, auch Muthung, ist ein Antrag eines Muters bei einer Bergbehörde auf Bewilligung einer Genehmigung zum Bergbau. Nach den neueren deutschen, preußischen, sächsischen und österreichischen Berggesetzen begründete die den gesetzlichen Erfordernissen entsprechende Mutung einen Rechtsanspruch auf Verleihung des Bergwerkseigentums. Dieser Rechtsanspruch galt jedoch nicht gegenüber der verleihenden Behörde, sondern gegenüber Dritten. Heute noch steht in der Geologie Mutung für Ortung der Gesteine in der Tiefe, die Felsmutung, während für den historischen Begriff des „Suchens und Fündigwerdens“ Prospektion verwendet wird.

## Grundlagen
Der Begriff muten leitet sich ab vom alt- und mittelhochdeutschen muoten, was begehren, verlangen, etwas haben wollen bedeutet – nämlich das Bergwerkseigentum zwecks Ausbeute der Bodenschätze. Irrig ist es daher, wenn einige ältere Bergrechtslehrer und auch einige alte Bergordnungen mieten und Mieter schreiben. Die Mutung musste beim Bergmeister eingereicht werden. Konnte der Muter den Bergmeister nicht antreffen, so war es auch möglich, das Schriftstück in Gegenwart eines Zeugen in der Behausung des Bergmeisters auf den Tisch zu legen. Daher stammt auch der Ausdruck die Mutung einlegen. Die eingereichten Mutzettel wurden bis zur endgültigen Entscheidung auf einer Schnur aufgefädelt. Konnte nun ein Muter vorhandene Mängel nicht innerhalb einer Frist ausbessern, so musste er, damit sein Mutungsrecht nicht erlosch, beim Bergmeister um Fristverlängerung anfragen. Der Bergmeister zog dann erst andere Mutungsanträge vor. Diesen Vorgang bezeichnete man dann als die Mutung an der Schnur halten oder auch die Mutung erlängen oder die Mutung erstrecken.

## Regelungen in den älteren Bergordnungen
In den älteren Bergordnungen war die Mutung nicht als zwingender gesetzlicher Vorgang zum Erwerb von Bergwerkseigentum dargestellt. Die Mutung war in den alten Bergordnungen nicht mehr als ein einfaches Verleihungsbegehren. In der Ferdinandeischen Bergordnung wird an keiner Stelle der Begriff Muten erwähnt, sondern hier ist nur von empfangen (Verfahren) und verleihen die Rede. In der Maximilianischen Bergordnung gibt es zwar den Begriff, allerdings wird er als ausbitten oder begehren eingestuft. Somit ist hier die Mutung nur ein Ansuchen um die Verleihung. In den Böhmischen Bergordnungen wurde die Mutung wesentlich ausführlicher angesprochen, jedoch wurde sie auch hierbei nicht als besonderer selbstständiger Akt, sondern ebenfalls als Ausbitten oder Begehren eingestuft.

## Mutbare Objekte
Nach dem Bergrecht konnten verschiedene zum Bergbau gehörende Objekte gemutet werden. Dies waren zunächst einmal neu entdeckte Lagerstätten oder Fossilien. Dabei war es unerheblich, ob diese Mineralien zufällig als Ausbiss der Lagerstätte entdeckt oder durch Schürfarbeiten freigelegt worden waren. Des Weiteren konnten Stollen, die zum Aufsuchen der Mineralien dienten oder als Hilfsbaue betrieben wurden, gemutet werden. Außerdem konnte für sämtliche Tagesanlagen, welche zum Bergwerksbetrieb dazugehörten, insbesondere Bergschmieden und Pochwerke, Mutung eingelegt werden. Hierzu gehörten alle zu den Poch- und Waschwerken notwendigen Halden, sämtliche zum Betrieb der Maschinen erforderlichen Wässer, sowie das Gelände zu den Wasserläufen und Wassergräben. Auch das zum Anlegen von Hüttenwerken erforderliche Terrain sowie alte Schlackenhaufen und Ofenbrüche ehemaliger Hüttenwerke, in denen noch Metallreste vorhanden waren, konnten gemutet werden. Aber nicht nur neue Lagerstätten oder Stollen, sondern auch für alte Grubenbaue, die bereits wieder ins Bergfreie gefallen waren, konnte eine neue Mutung eingelegt werden. Dies galt nicht nur für die Grubenbaue, sondern auch für alle erforderlichen Tagesanlagen, Halden und Pingen, die ins Bergfreie gefallen waren. Wurde eine Mutung nicht auf ein einzelnes Mineral einer Lagerstätte, sondern auf alle in der Lagerstätte vorkommenden Mineralien eingelegt, so nannte man diese Mutung Haupt- oder Generalmutung.

## Voraussetzung
Voraussetzung für eine erfolgreiche Mutung war der Nachweis, dass die in der Lagerstätte vorbehaltenen Mineralien entdeckt worden waren. Im alten Bergrecht der rechtsrheinischen Bergreviere wurde hierfür der Begriff Fündigkeit verwendet. Die Lagerstätte musste zum Zeitpunkt der Mutung für die Besitznahme zugänglich sein. Der Fundpunkt durfte nicht nur aus den Akten, sondern er musste aus dem offenen Schurf ersichtlich sein. Hierfür reichte es jedoch nicht aus, dass die Lagerstätte einmal entblößt worden war, sondern sie musste gegenwärtig zugänglich sein. Für diesen Nachweis war es erforderlich, dass man den Fund mit der Hand oder dem Bohrgestänge berühren konnte. Dieser Nachweis erfolgte oftmals durch eine Inaugenscheinnahme der Stelle auf der Erdoberfläche durch die Bergbehörde, wo der geplante Abbau stattfinden sollte. Dabei war es nach deutschem Bergrecht für die Gültigkeit der Mutung erforderlich, dass sich das an dem angegebenen Fundpunkt vorhandene Mineral zur bergmännischen Gewinnung eignete. Es war jedoch nicht erforderlich, die Bauwürdigkeit einer gemuteten Lagerstätte zu prüfen. Dieser Nachweis über die Rentabilität einer Lagerstätte war nur nach den älteren Bergrechten erforderlich. Eine erfolglose Mutung wird blind genannt. „blinde muthung heist, wenn in einem muth-zeddel weder gang noch ort des gebuerges benennet worden, welche der bergmeister nicht annehmen darff“.

## Formalitäten
Gemäß dem Allgemeinen Bergrecht für die Preußischen Staaten musste die Mutung beim Oberbergamt eingelegt werden. Das Oberbergamt war aber gemäß dem Gesetz befugt, dieses für bestimmte Reviere an die Revierbeamten zu delegieren. Diese Beauftragung musste öffentlich im Regierungsamtsblatt und im Staatsanzeiger bekannt gemacht werden.
Die Mutung musste in der Regel in Schriftform in zweifacher Ausführung eingelegt werden. Es war aber ebenso möglich, die Mutung bei der zur Annahme befugten Behörde zu Protokoll zu erklären, also mündlich einzulegen. Diese Möglichkeit gab es bereits in älteren Zeiten, also vor Inkrafttreten der neuen Berggesetze. Der Muter erhielt eine Abschrift des Protokolls. Die Mutung konnte entweder beim Bergmeister selber oder bei einem von ihm beauftragten Berggeschworenen eingelegt werden. Auch das Hinterlegen auf dem Tisch der Wohnung des Bergmeisters war möglich, hierbei waren aber Zeugen erforderlich. Die Mutung konnte auch telegraphisch eingelegt werden, dies wurde durch den IV. Senat des Obertribunals in einer Entscheidung vom 2. Mai des Jahres 1861 festgelegt. Durch die telegraphische Mutung gewann der Muter, insbesondere bei größeren Bergrevieren, einen Zeitvorsprung von mehr als einem Tag.
Nachdem die Mutung eingelegt worden war, musste durch den Revierbeamten geprüft werden, ob für das begehrte Feld nicht bereits ältere Ansprüche bestanden. Bei mehreren eingelegten Mutungen auf dasselbe Feld war nach den deutschen und österreichischen Berggesetzen das Alter der Mutungen entscheidend. Die einzige Ausnahme bildeten Mutungen eines privilegierten Finders. Als privilegierte Finder galten die Grundstückseigentümer, die ohne besondere Schürfarbeiten auf ihrem eigenen Grund und Boden eine Lagerstätte entdeckten oder die Bergwerkseigentümer, die im eigenen Grubengebäude ein gewinnbares Mineral entdeckten. Wurde eine Mutung auf einen Fund gegründet, der sich in einem bereits verliehenen Feld befand oder bereits durch eine ältere Mutung in Anspruch genommen worden war, so war diese Mutung ungültig. Man nannte so einen Vorgang „eine Mutung auf Recht und Unrecht präsentieren“. Nachdem die Mutung geprüft und für rechtmäßig erklärt worden war, wurde sie in das Muth-, Verleih- und Fristenbuch eingetragen.
Bis zur Verleihung konnte der Muter noch auf Teile oder auf die gesamte Mutung verzichten. Er konnte auch ein anderes Feld begehren. Dies konnte er bis zur Verleihung beliebig oft tun. Unternahm er keine solche Anstrengungen, so wurde die Mutung innerhalb einer gesetzlichen Frist bindend. Anschließend fand eine Belehnung des Bergwerkes statt, wobei die unterirdische Ausdehnung des Bergwerkes durch einen Lochstein an der Erdoberfläche festgelegt wurde. Nachdem das Bergwerkseigentum verliehen war, konnte das Feld nur noch mit Zustimmung der Bergbehörde verändert werden. Das Feld jeder Mutung wurde von der Bergbehörde, entsprechend dem vom Muter eingereichten Situationsriss, in die Mutungs-Übersichtskarte eingetragen.